# Cantone di Naucelles
Il Cantone di Naucelles è una divisione amministrativa dell'arrondissement di Aurillac e dell'arrondissement di Mauriac.
È stato costituito a seguito della riforma approvata con decreto del 13 febbraio 2014, che ha avuto attuazione dopo le elezioni dipartimentali del 2015.

## Composizione
Comprende i seguenti 16 comuni:
- Besse
- Crandelles
- Freix-Anglards
- Girgols
- Jussac
- Laroquevieille
- Marmanhac
- Naucelles
- Reilhac
- Saint-Cernin
- Saint-Chamant
- Saint-Cirgues-de-Malbert
- Saint-Illide
- Saint-Projet-de-Salers
- Teissières-de-Cornet
- Tournemire